# Кейсли-Хейфорд, Аделаида
Аделаида Кейсли-Хейфорд (англ. Adelaide Casely-Hayford, урождённая Смит; 2 июня 1868 — 24 января 1960) — креольская общественная деятельница Сьерра-Леоне (активистка культурного национализма и феминистка), писательница и педагог. Работала над улучшением условий жизни чернокожих мужчин и женщин. Будучи пионером женского образования в Сьерра-Леоне, она сыграла ключевую роль в популяризации панафриканистской и феминистской политики в начале XX века. В 1923 году она основала Профессионально-техническую школу для девочек (Girls' Vocational School) во Фритауне, одной из целей которой было привить гордость за свою культуру сьерра-леонкам, находящимся под колониальным правлением. Отстаивая национальную самобытность своей родины, в 1925 году произвела фурор, надев традиционную африканскую одежду на приёме в честь принца Уэльского.

## Ранние годы и жизнь в Англии
Аделаида Смит родилась 2 июня 1868 года во Фритауне (Британская Сьерра-Леоне) в элитной семье Уильяма Смита-младшего (смешанного происхождения, из англичан и правящей семьи народа фанти из Золотого Берега), и матери-креолки Анны Спилсбери (имевшей в роду англичан, ямайских маронов и освобождённых африканцев из Сьерра-Леоне). Аделаида была предпоследней из семи детей в семье. Она и её сестры выросли в основном в Англии, где их отец в 1872 году вышел на пенсию в 666 фунтов стерлингов. Как и на многих других женщин её статуса, на неё глубоко повлияли викторианские ценности и идеи гендерных ролей.
В 1872 году она перебралась в Лондон и училась в Женском колледже на острове Джерси. В возрасте 17 лет Смит отправился в Штутгарт (Германия), чтобы изучать музыку в Штутгартской консерватории. Вернувшись в Великобританию, вместе с сестрой открыла дом-интернат для африканцев, живущих в этой стране в качестве студентов или рабочих.
Она также много путешествовала и при этом заинтересовалась панафриканской политикой. В этом на неё также повлиял её супруг Джозеф Э. Кейсли-Хейфорд, последователь «культурного национализма» Э. У. Блайдена. В своей речи 1905 года она подчёркивала важный вклад африканских женщин в общественно-политическое развитие. Два года спустя она отбыла на родину мужа, Золотой Берег (ныне Гана). В 1914 году брак Аделаиды и Дж..Э. Кейсли-Хейфорда распался, после чего она вернулась в Сьерра-Леоне. Их дочь Глэдис Кейсли-Хейфорд станет известной креольской поэтессой.

## Возвращение во Фритаун
После 25 лет за границей Аделаида Кейсли-Хейфорд и её сестры вернулись в Сьерра-Леоне. Вдохновленная идеями Всемирной ассоциации улучшения положения негров Маркуса Гарви (UNIA), она присоединилась к женскому отделению её Фритаунского филиала, а затем дослужилась до поста президента UNIA. Она стала ведущей африканской феминисткой, отстаивая в своих выступлениях и статьях права женщин Африки и бросая вызов мужскому господству. В 1915 году она произнесла речь на тему «Права женщин и христианский брак». В июне 1920 года она вышла из UNIA из-за конфликта интересов, сделав выбор в пользу училища для девушек.
Совершив турне с публичными лекциями об Африке по Соединенным Штатам, по возвращении во Фритаун Кейсли-Хейфорд приступила к созданию женского профессионального учебного заведения. Когда оно открылось в октябре 1923 года в доме семьи Смитов, в него набрали 14 учениц. Эта школа для девушек была уникальной для Сьерра-Леоне того времени, приучая учениц к интеллектуальной и экономической независимости и предоставляя знания по истории Африки. В своей редакционной статье 1922 года Кейсли-Хейфорд отмечала, что колониальное образование, навязанное европейцами «…научило нас презирать самих себя… Нашей насущной потребностью было образование, которое привило бы нам любовь к стране, гордость за расу, энтузиазм по поводу способностей чернокожего человека и искреннее восхищение прекрасными произведениями искусства Африки», а также что она с нетерпением ждёт «нового дня, в котором африканки смогут развиваться со своими собственными идеями и идеалами»:44.
Поздние годы жизни она провела за написанием мемуаров и рассказов. Её рассказ «Mista Courifer» был включён в опубликованный в США сборник коротких произведений африканских писателей под редакцией Лэнгстона Хьюза «Сокровищница Африки: статьи, эссе, рассказы, стихи» (African Treasury: Articles, Essays, Stories, Poems, 1960). Она умерла во Фритауне 24 января 1960 года в возрасте 91 лет.

## Наследие и почести
Кейсли-Хейфорд получила несколько наград от колониального правительства в знак признания её вклада в жизнь народа Сьерра-Леоне:
- 1935: награждена Королевской серебряной юбилейной медалью.
- 1949: Орден Британской империи.

В её часть назван астероид 6848 Кейсли-Хейфорд, открытый американскими астрономами Элеанор Хелин и Шелте Бас в Паломарской обсерватории в 1978 году. Официальное наименование было опубликовано Центром малых планет 27 августа 2019 года (M.P.C. 115893).